# Periculum
Periculum (en latín "peligro"), escrito habitualmente en mayúsculas (PERICVLVM), fue un proyecto literario "independiente" y de carácter "participativo" que se dio entre los años 2008 y 2012. Fue creado y desarrollado en su origen por Alejandro Arias Baissón, Eduardo Madrid Cobos y José Segovia Martín. Surgió como una revista literaria de aficionados de la que se publicaron siete números, si bien terminó diversificándose y dando lugar a múltiples actividades literarias. La contribución quizá más notable del proyecto al panorama literario fue la de constituir una plataforma de divulgación de literatura gratuita según las premisas de la cultura libre, y fomentar la creación literaria de base fuera del circuito comercial.
El proyecto gozó de cierta difusión por parte de medios comunitarios como Radio Enlace, así como por parte de centros culturales de referencia en la vida alternativa madrileña, como el CSA Tabacalera.
De la actividad literaria promovida en el proyecto Periculum, surgieron colaboraciones con poetas como Elías Portela en el Consulado Honorario Español de Reykjavík, y filólogos como Juan Victorio Martínez o Enrique Corrales. Periculum también realizó actividades socioculturales de divulgación literaria en pueblos de España, Centros Penitenciarios, así como colaboraciones con la Universidad de Cartagena de Indias (Colombia) y la Facultad de Filología de la UNED (España). Promocionaban una literatura desinteresada, sin fin comercial, bajo el lema "el arte por el arte", aunque entre sus representantes se encuentran estilos desde clásicos, simbolistas a otros cercanos a la poesía de la conciencia.
El proyecto fue invitado a participar en 2012 en el Festival de Valientes Editores del Espacio Cultural Matadero de Madrid.